# Museum van Anatolische beschavingen

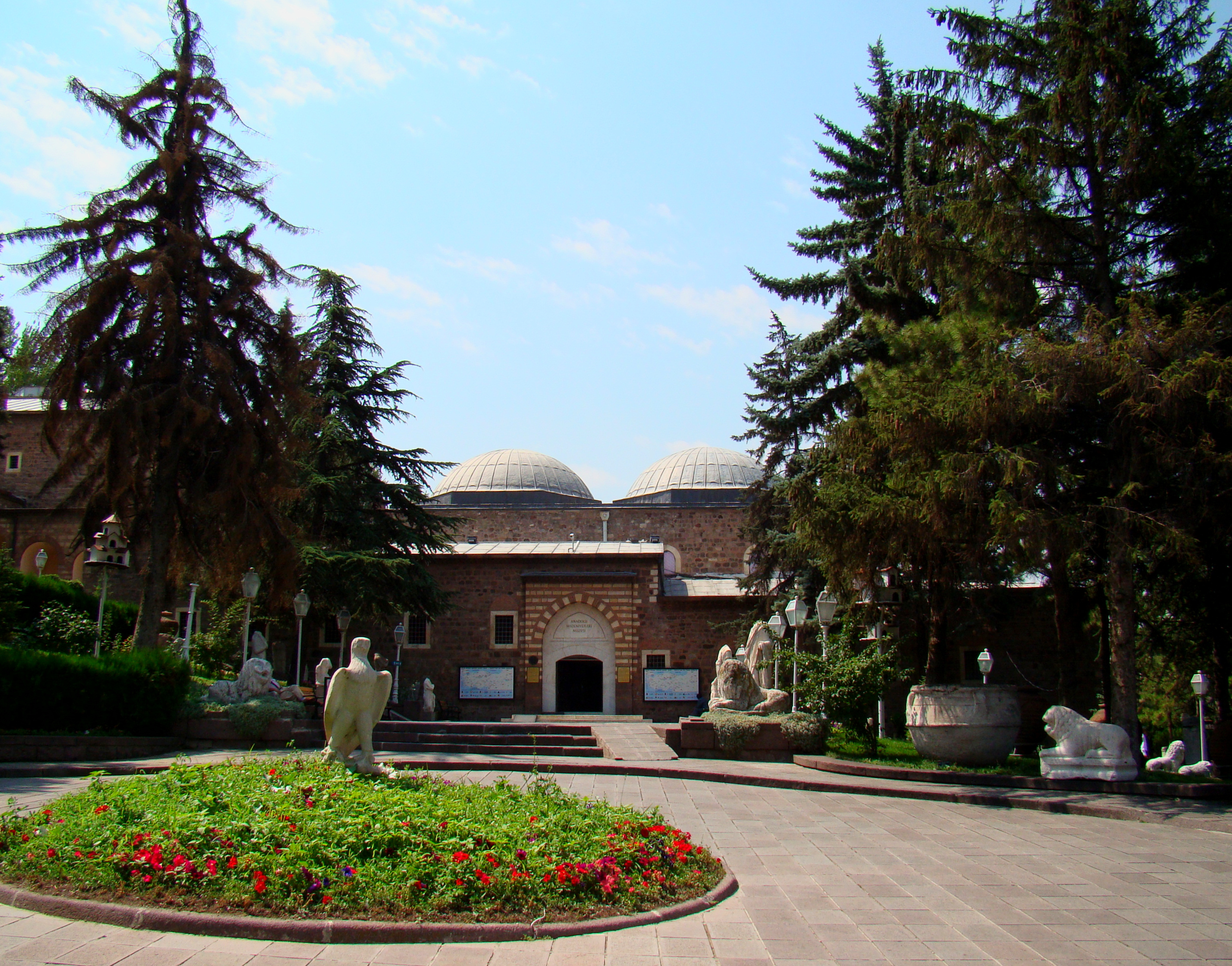
Zicht op het museum

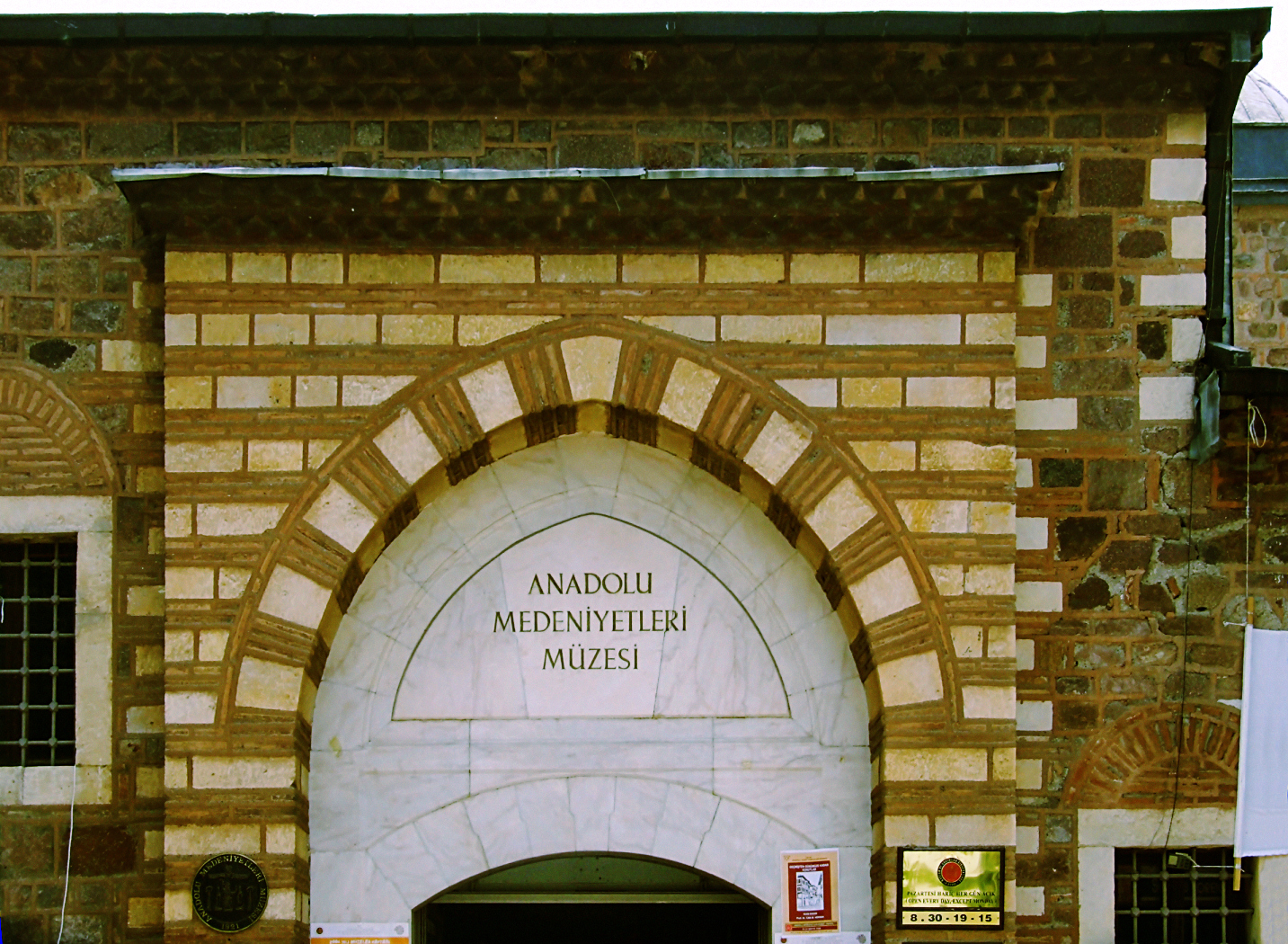
Ingang van het museum

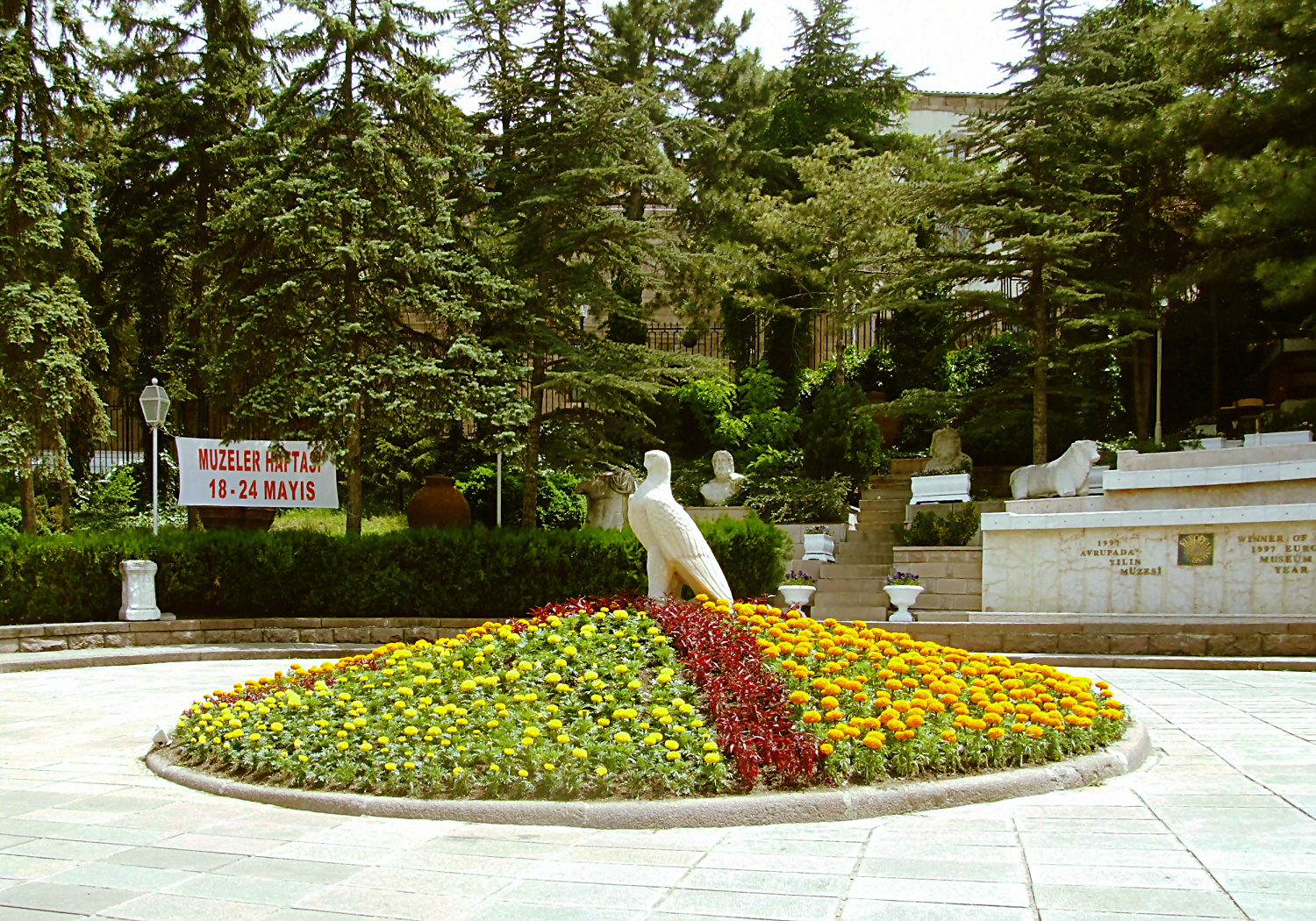
Tuin van het museum

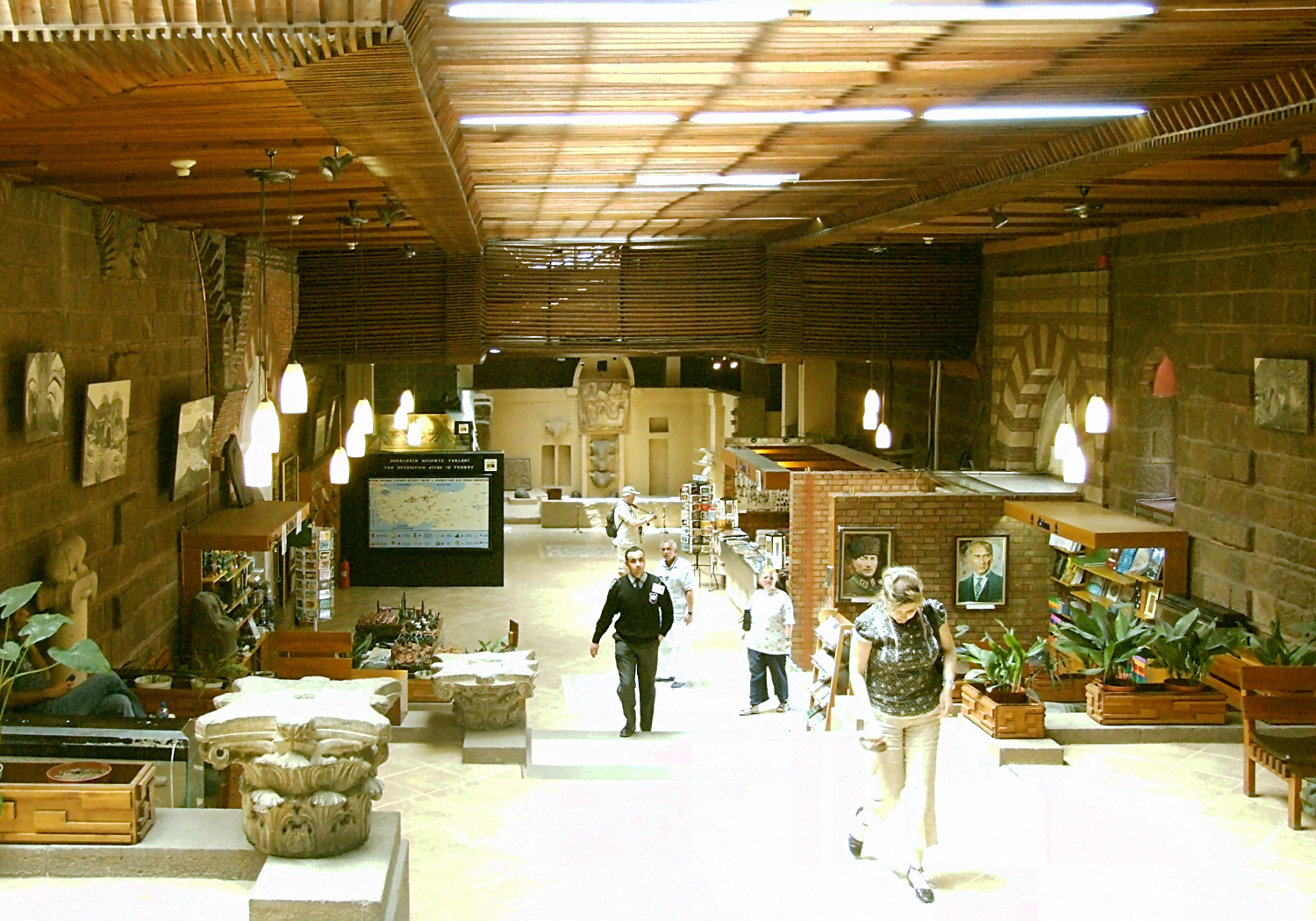
Zicht op een van de zalen

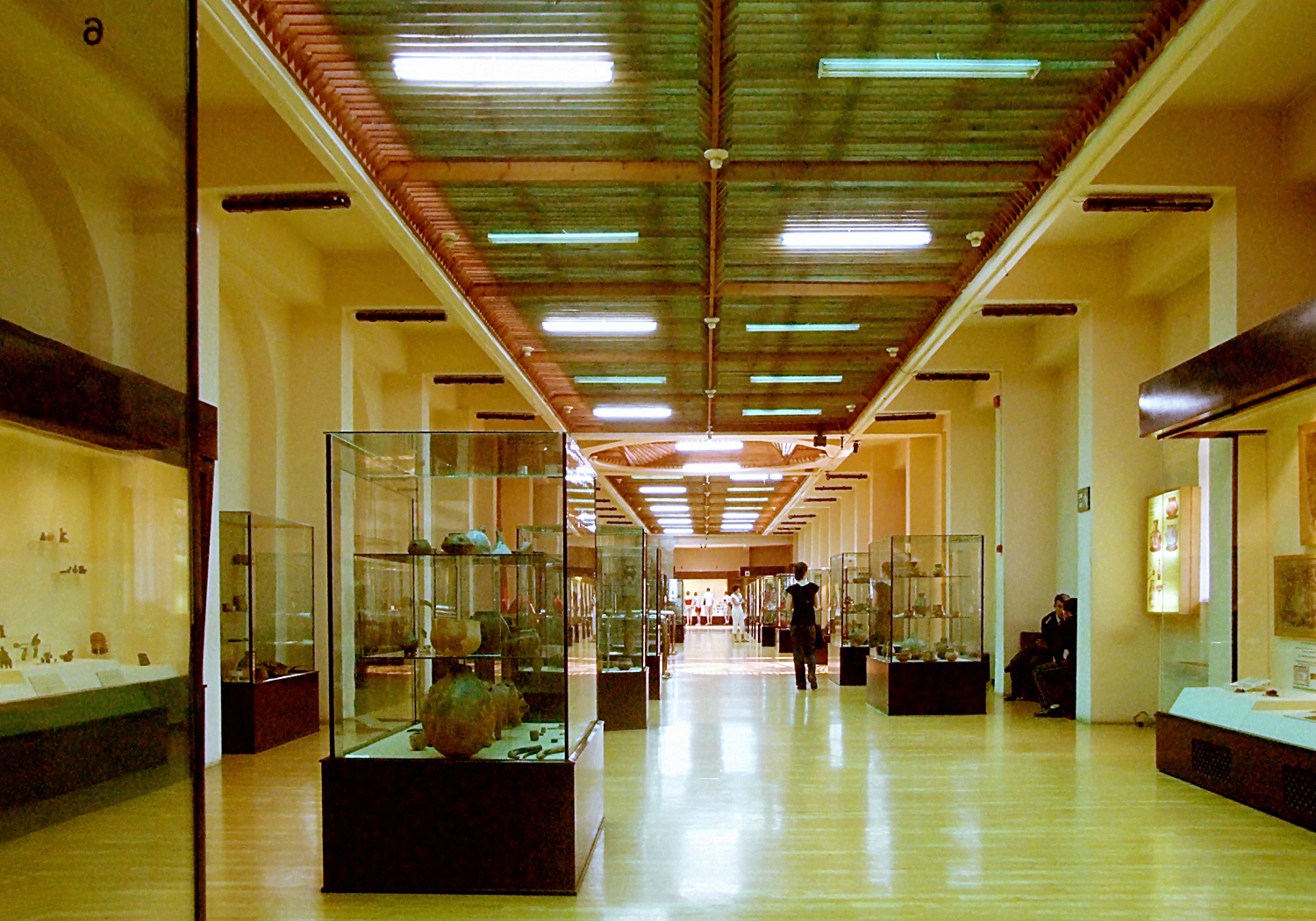
Zicht op een van de galerijen

Het Museum van de Anatolische beschavingen (Turks: Anadolu Medeniyetleri Müzesi) of Museum van de Anatolische culturen/Archeologisch museum (ook Hettietenmuseum; Turks: Bti Arkeoloji Müzesi ; Saraçilar Sokagi) in de Turkse hoofdstad Ankara is ondergebracht in een gerestaureerde bazaar die tussen 1464 en 1471 onder Mehmet II werd gebouwd. Het is gelegen op de zuidzijde van het Ankara-kasteel in de wijk Atpazarı. Het bestaat uit de oude Mahmut Paşa-bazaar en de Kurşunlu Han. Het is zonder twijfel een van de belangrijkste bezienswaardigheden van Ankara. In de centrale zaal bevinden zich sculpturen uit de tijd der Hettieten, in de ruimten daaromheen kleinere vondsten vanaf het paleolithicum tot en met de klassieke tijd.

## Tentoongestelde voorwerpen
De tentoongestelde voorwerpen zijn chronologisch tentoongesteld.
- De steentijd. Je ziet hier opgegraven voorwerpen uit Çatal Hüyük. Waarschijnlijk het oudste dorp ter wereld. De collectie uit de steentijd bestaat hoofdzakelijk uit aardewerk, stenen objecten, kleien figuurtjes en fresco's.
- De bronstijd wordt tentoongesteld aan de hand van beelden, potten, bekers, sieraden, vazen die in koper, goud of zilver vervaardigd zijn.
- Uit de periode van de Hettieten zijn de bekers met stierenkoppen en andere gebruiksvoorwerpen waarop dieren afgebeeld staan. Het graf van de legendarische koning Midas
- Van het Frygische rijk zijn heel wat schitterende bronzen voorwerpen.
- Uit de Urartische periode zijn de metalen objecten.

Ten slotte bevinden zich in het museum een collectie gouden muntstukken, marmeren beelden en reliëfs. Het mooiste stuk is de "grafkamer van koning Midas" de legendarische koning van goud. Deze is nagebouwd in het museum.

## Noordhal
- Vitrine 1: paleolithische vondsten uit de grotten van Karain en Antalya: skeletten, schedels en tanden van neanderthalers en stenen werktuigen. Het zijn de oudste vondsten in Turkije.

## Westhal
Cultusruimte uit Çatal Hüyük, met stierenkoppen, reliëfs en fresco's.
- Vitrine 2¬8: Çatal Hüyük, neolithische tijd (6500-5650 v.C.) moedergodinsculpturen, werktuigen, sieraden, aardewerk.
- Vitrine 9-11: Hacılar (5700-5600 v.C.): vrouwelijke beeldjes, gepolijste keramiek, vaatwerk.
- Vitrine 12-21: Chalcolithicum (kopertijd, 5000-3000 v.C.): Hacılar, Canhasan, Aliar, Alaca Hüyük, Tilkitepe (Van): koperen voorwerpen, stenen werktuigen, aardewerk met geometrische patronen, vrouwenbeeldjes, voorstellingen van dieren.
- Vitrine 22-49: vroege bronstijd (vanaf 3000 v.C.): wereldberoemde vondsten uit de graven van de 13 koningen en prinsen uit Alaca Hüyük: unieke cultussymbolen en beelden van herten, stieren en zonnen van brons met barnsteen. Mensenfiguren en godenbeelden, sieraden en gebruiksvoorwerpen van brons, goud, zilver, koper, lood en ijzer.

## Zuidhal
Vroege bronstijd (3000-1950 v.C.).
- Vitrine 50-54: Alişar III, Kültepe, Beycesultan: albasten vruchtbaarheidssymbolen.
- Vitrine 55-69: voorwerpen uit de Assyrische nederzettingen (1950-1750 v.C.): Oudassyrisch spijkerschrift. Zegels, aardewerk, tuitkannen, diervormige rytons, theekan met zeef, gouden sieraden, gietvormen. De Assyriërs hadden 9 grote handelscentra, karums, waarvan Kaneš (Kültepe) de hoofdstad was. Grote ezelkaravanen brachten handelswaar van Anatolië naar Mesopotamië en omgekeerd. Hierdoor vond er een uitwisseling van culturen plaats.
- Vitrine 70-88: voorwerpen uit het Oude en het Nieuwe (Grote) Hettitische Rijk (1750-1200).

## Oosthal
- Vitrine 89-105: Frygische periode (1200-700 v.C.): o.a. vondsten uit Gordion: bronzen vaatwerk, ivoren reliëfs, houten meubilair, stenen met Frygische inscripties.
- Vitrine 107: Lydische kunst.
- Vitrine 108-117: kunst van de Oerarteërs, bloeiperiode 9de-8ste eeuw v.C.: veel bronzen vaatwerk, bronzen wapens en schilden. Vindplaatsen: Toprakkale, Patmos, Altıntepe, Adilcevaz. *Vitrine 120-125: late Frygische kunst (5de eeuw v.C.).
- Vitrine 128¬130: klassieke periode.

## Middelste zaal
Hier staan de grote sculpturen opgesteld daterend uit het Grote Hettitische Rijk (1450-1200 v.C.) tot aan de laat-Hettitische tijd (1200-700).
Orthostatenreliëfs afkomstig van tempels, paleizen en stadsmuren alsmede monumentale sculpturen van leeuwen, stieren en sfinxen.
Bijzondere aandacht verdienen de reliëfs uit Alaca Hüyük: het koningspaar met de stier, de voorstelling van de acrobaten, drie priesters tijdens de cultushandelingen. Het hoogreliëf van de weergod Teşub met hoornen helm, Morgenster en kromzwaard, afkomstig van de Koningspoort in Hattuşa, behoort tot de fraaiste uit het Grote Hettitische Rijk.
Uit de laat-Hettitische tijd vindt men hier zeer fraaie orthostatenreliëfs van o.a. de vier spelende kinderen van koning Araras (uit Karkamiş), de drie treurende vrouwen uit Karkamiş, de godin Kubaba op de rug van een leeuw. Koning Sulumeli voor de weergod en een viertal andere goden. De wagenrenners die over een gevallene heenrijden uit Karkamiş, 9de eeuw v.C. De godin Kubaba.
De basaltsculpturen van de leeuwen van de poort van Sakçagözü en het kolossale beeld van de koning van Milid verdienen van deze groep speciale aandacht. Zeer fraai zijn ook de arthostatenreliëfs in de Noordoostelijke hoek van de centrale hal: paard, stier en leeuw.

## Galerij

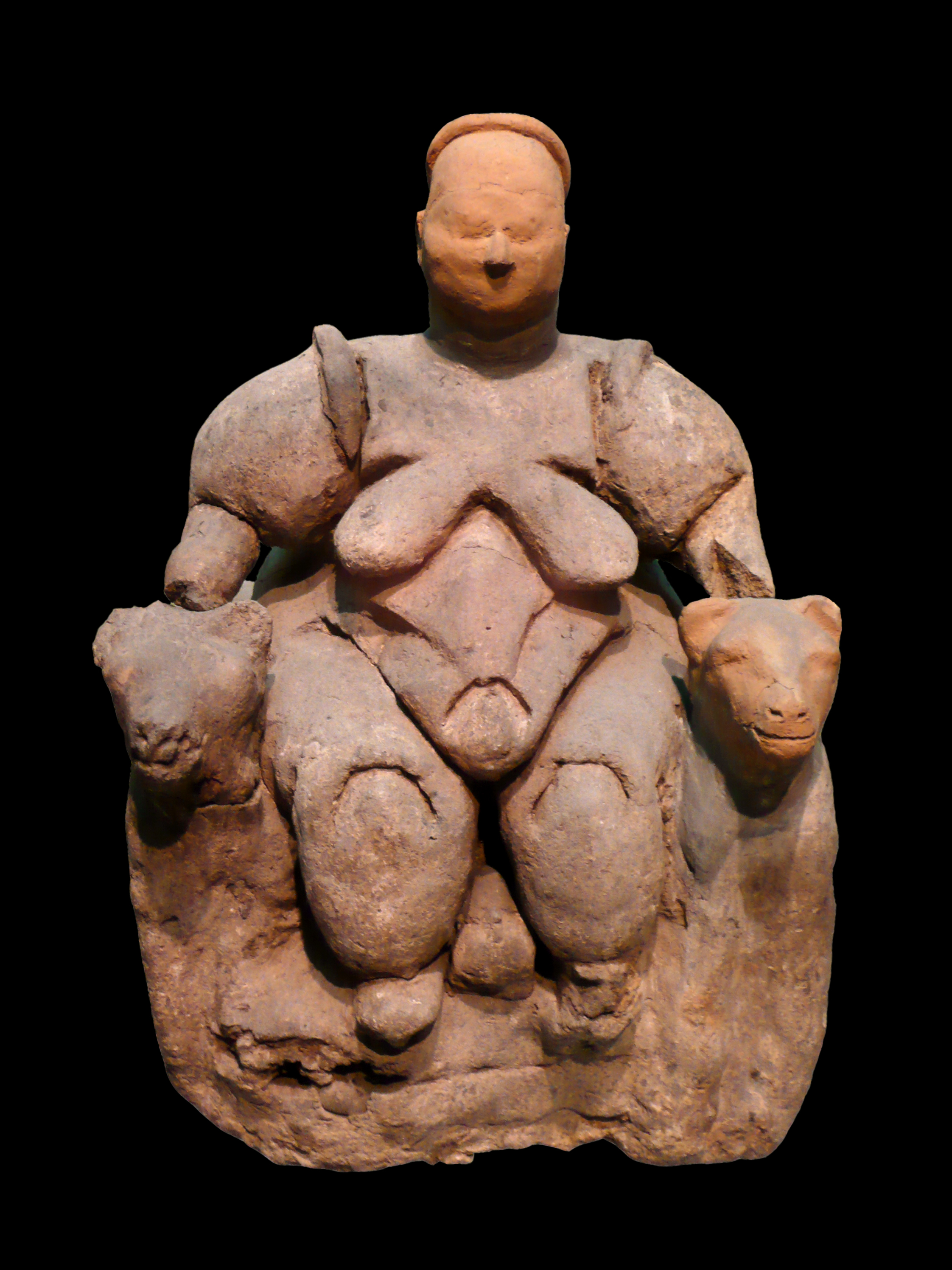
Moeder godin Zittende vrouw van Çatalhöyük, vooraanzicht
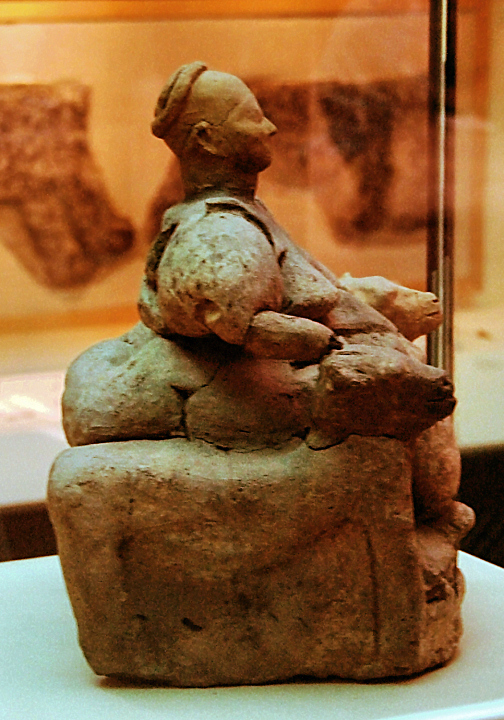
Zittende vrouw van Çatalhöyük, zijaanzicht
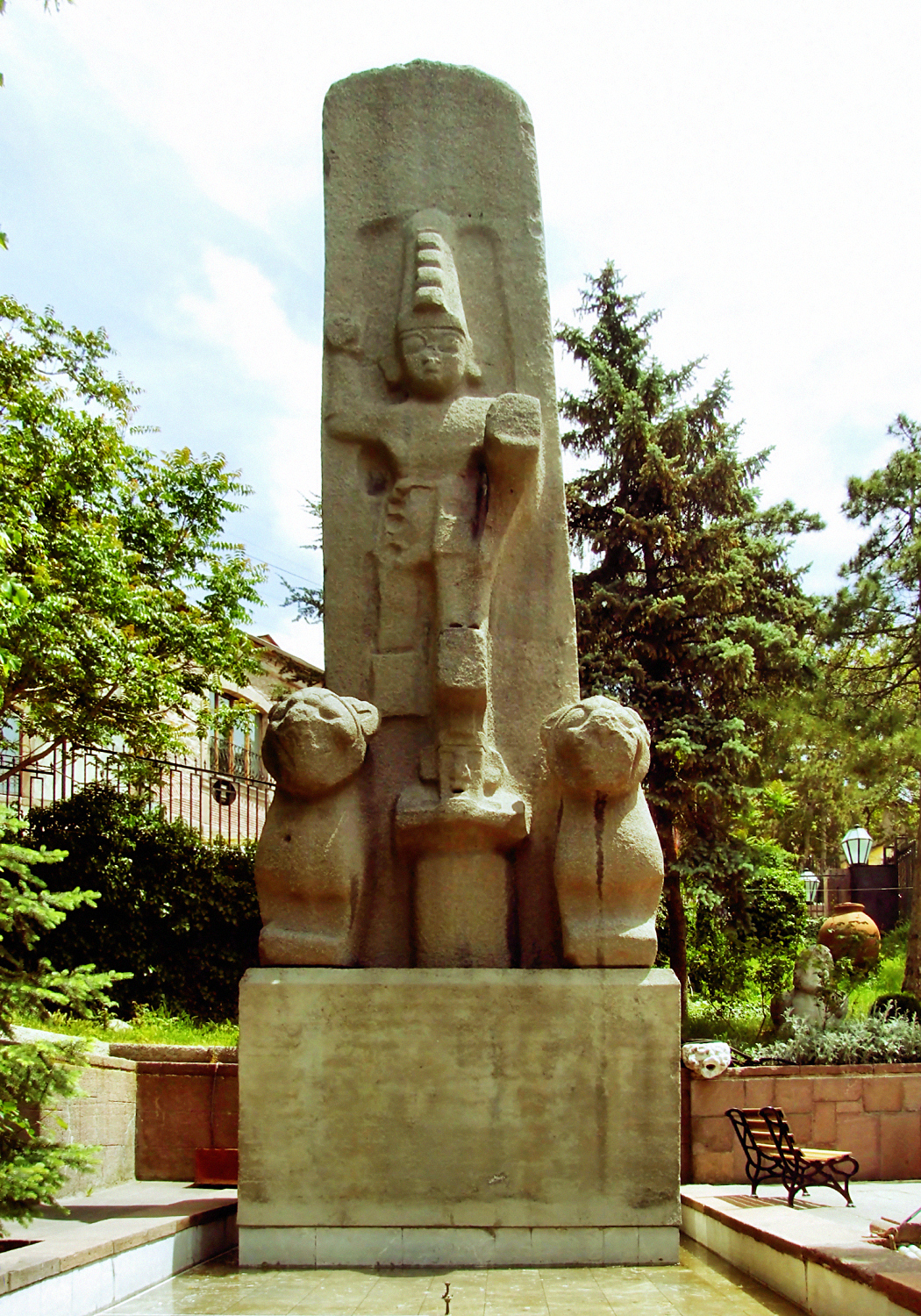
Hittieten monument, een exacte replica van het monument in Fasıllar
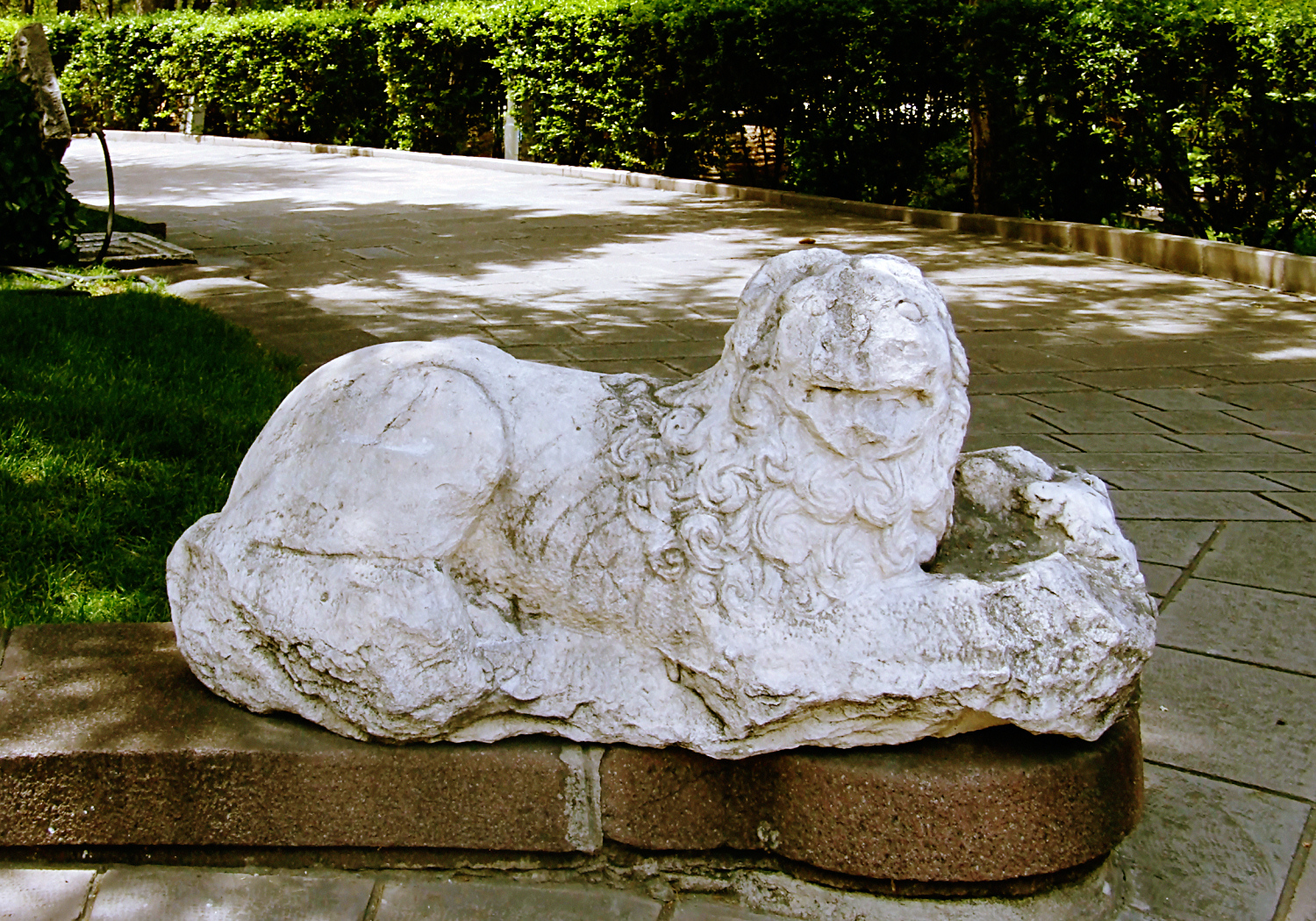
Een beeld in de tuin
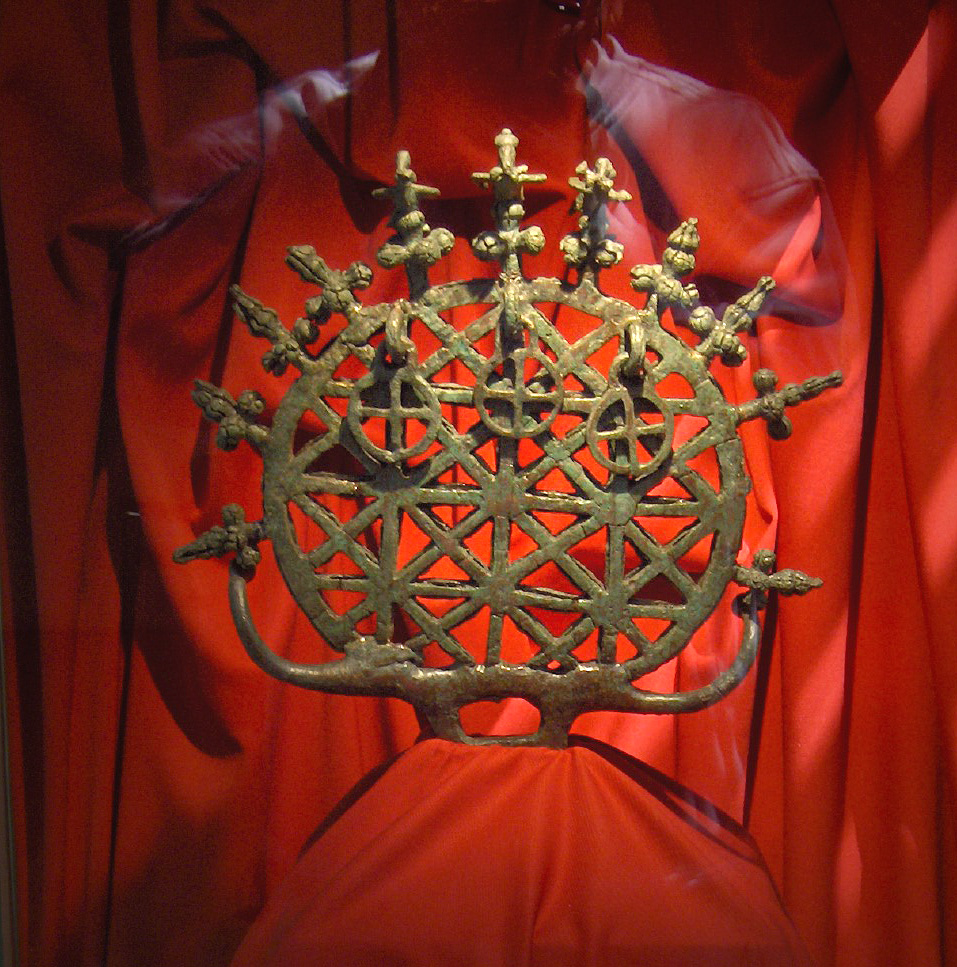
Brons die het universum voorsteld, gebruikt door Hittitische priesters
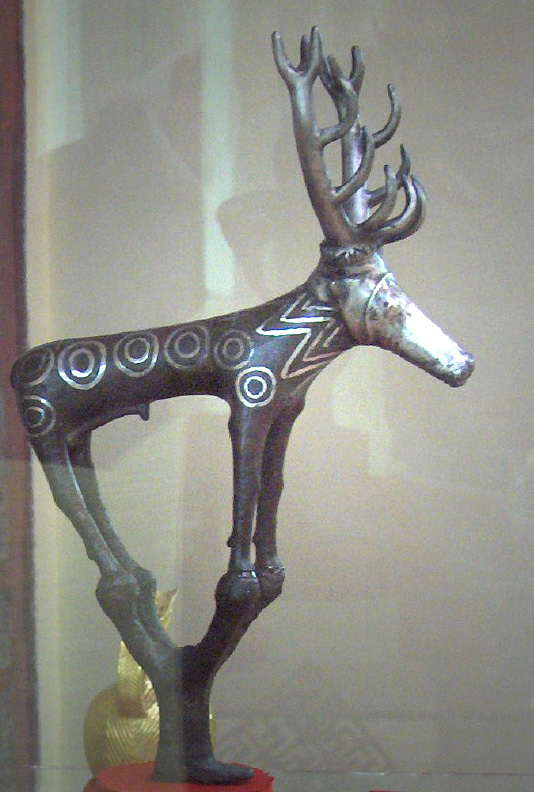
Stag beeld, symbool van een Hittitische mannelijke god
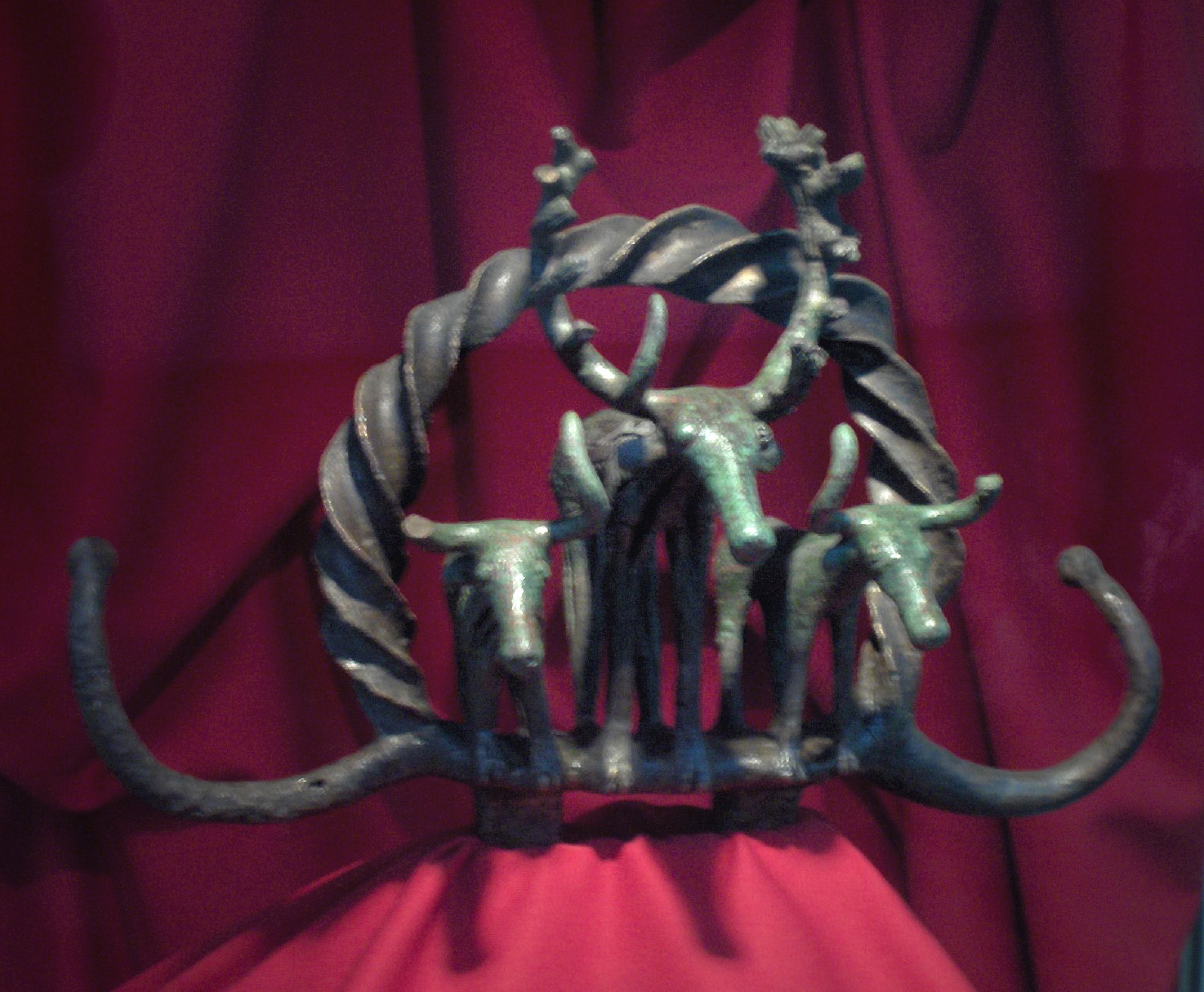
Bronzen ceremoniële standaard van de Hittieten
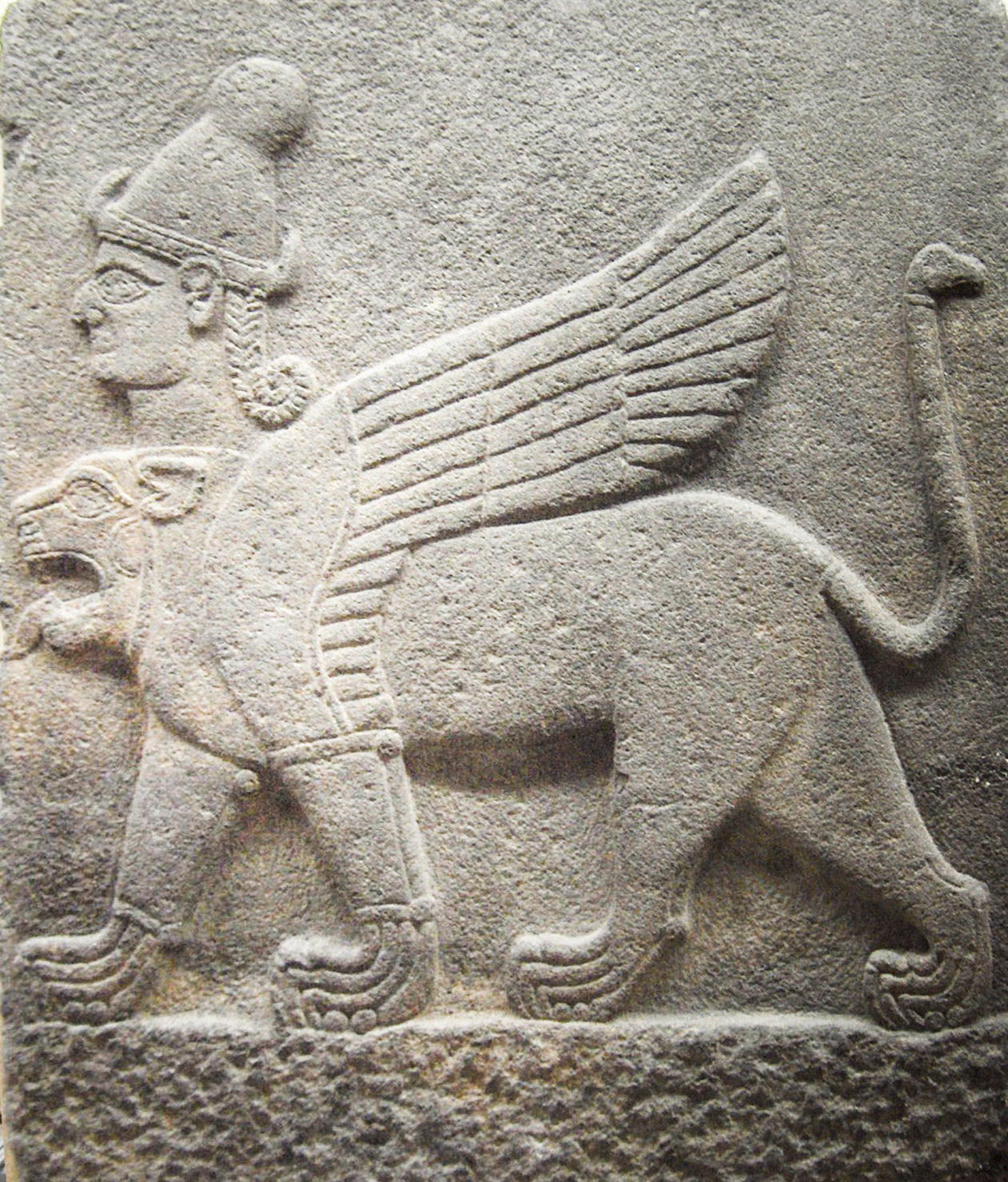
Chimera (mythologie) met een menselijk hoofd en een leeuwenkop; late Hittitische periode
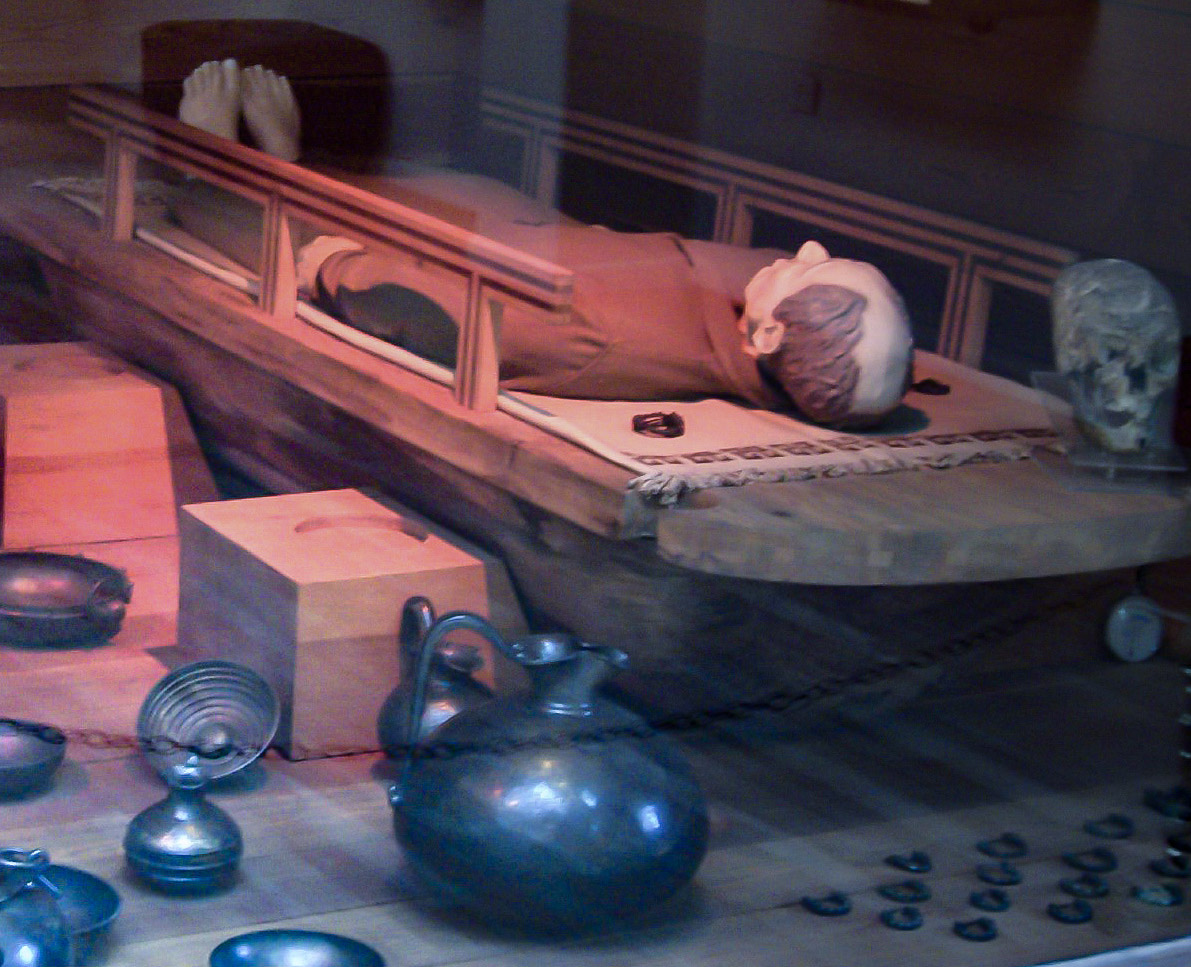
Reconstructie van het graf van Koning Midas
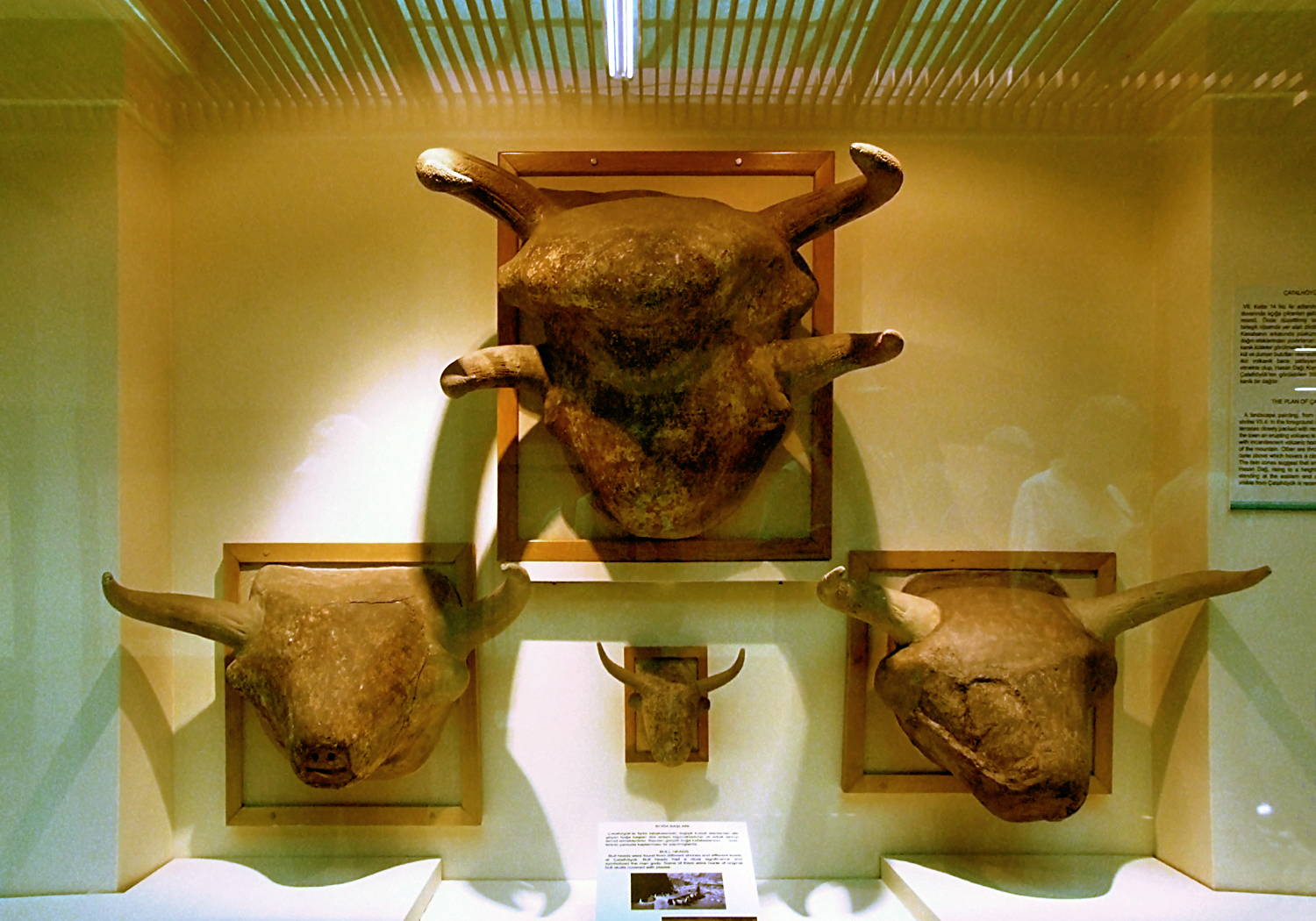
Stierenkop uit Çatalhöyük
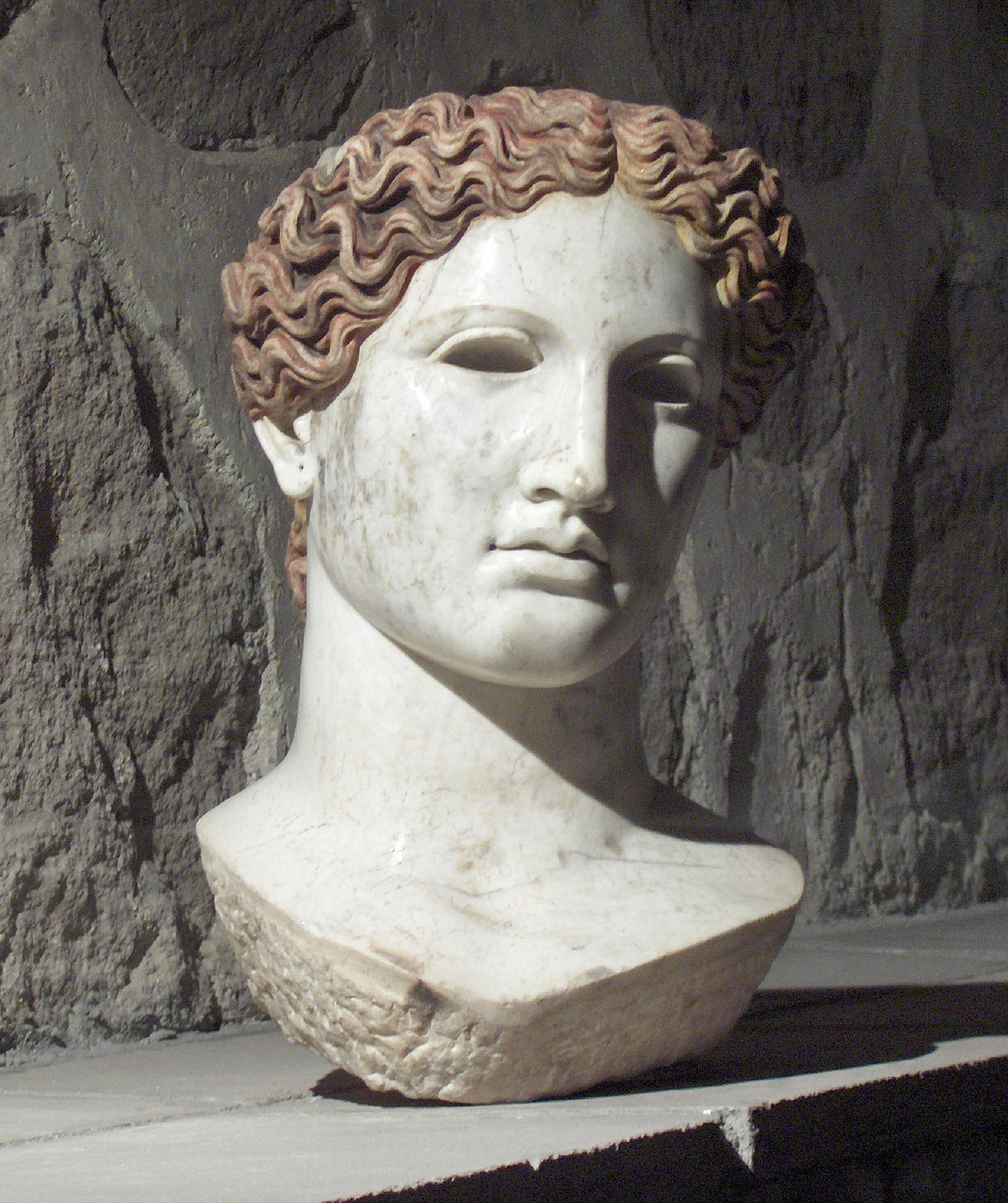
Marmeren hoofd van een Romeinse vrouw
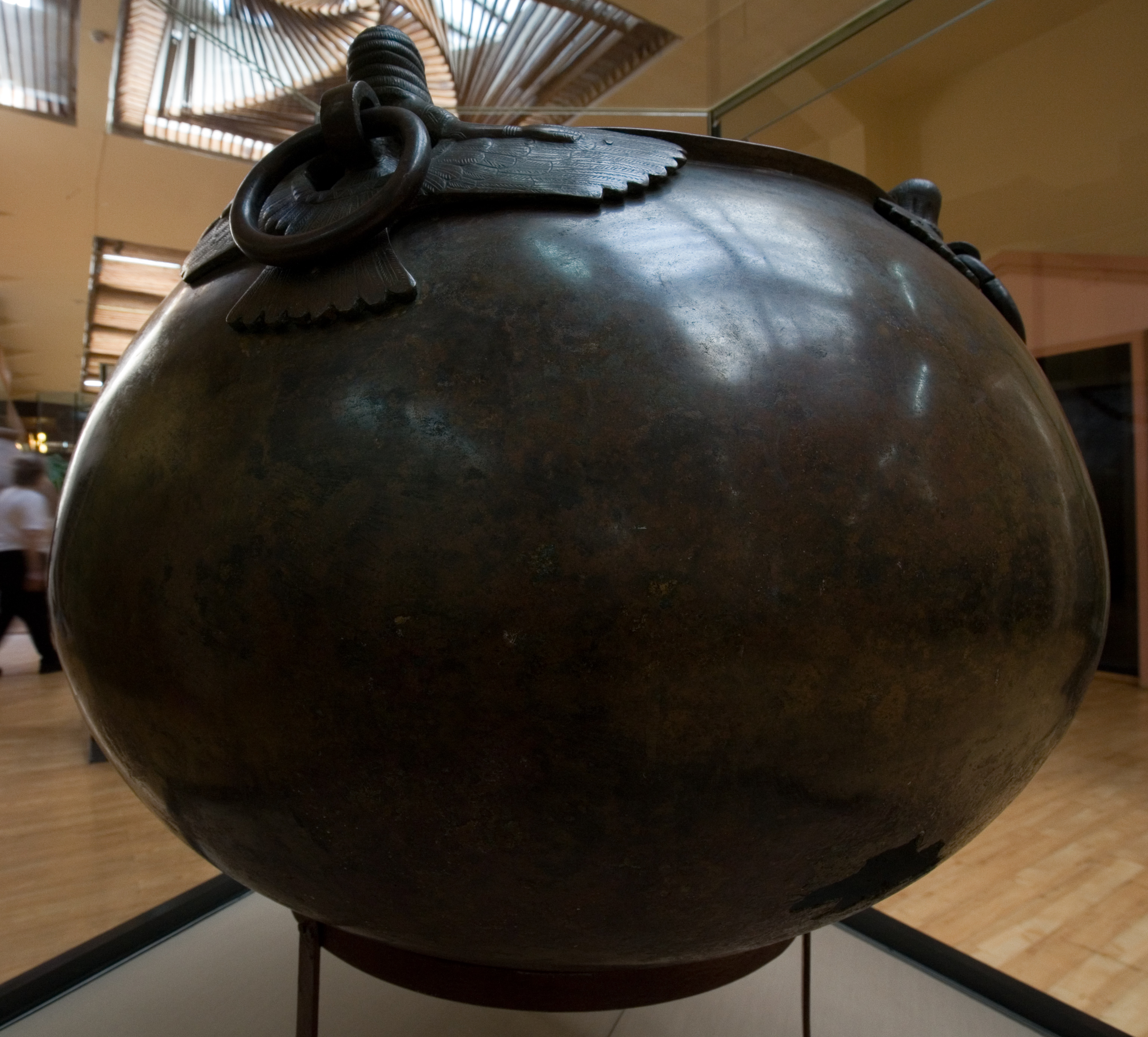
Urartiaanse ijzeren vaas